# Gösta Lilliehöök
Gustaf Malcolm "Gösta" Lilliehöök (Estocolm, 25 de maig de 1884 – Estocolm, 18 de novembre de 1974) va ser un pentatleta suec que va competir a començaments del segle xx.
El 1912 va prendre part en els Jocs Olímpics d'Estocolm, on guanyà la medalla d'or en la competició del pentatló modern en la primera aparició del pentatló modern en uns Jocs Olímpics.
Posteriorment fou un dels primers treballadors de la ràdio nacional sueca.